# Джебел (Туркменистан)
Джебел (туркм. Jebel) — посёлок городского типа в Балканском велаяте, Туркмения. Подчинён администрации города Балканабад. В посёлке расположена одноимённая железнодорожная станция (на линии Ашхабад — Красноводск).
Статус посёлка городского типа с 1940 года.
Центр добычи и помола поваренной соли. В 2008 году был открыт каолиновый завод. В 2011 году построен крупнейший в Туркмении цементный завод, мощностью 1 млн тонн цемента в год. В 2014 году было открыто новое предприятие по расфасовке лечебной грязи и морской соли.
В окрестностях посёлка Джебел расположен бальнеотерапевтический курорт «Моллакара».
В 4 км к востоку от станции Джебел в горах Большой Балхан находится пещера Джебел, в которой А. П. Окладников в 1949—1950 годах нашёл многослойный археологический памятник эпохи мезолита, неолита и начала бронзового века.

## Транспорт
Джебел расположен на пересечении трассы M37 (Европейский маршрут E60) и P-17, ведущей на полуостров Челекен.
Железнодорожная линия между Туркменбаши и Ашхабадом проходит через Джебел. В посёлке есть собственная железнодорожная станция.
В июле 2021 года начато строительство в Джебеле международного аэропорта.

## Население
| 1959 | 1970 | 1979 | 1989 |
| ---- | ---- | ---- | ---- |
| 4389 | 6353 | 7978 | 7697 |